# Hakuna matata (sang)
"Hakuna matata" er en sang fra Disneyfilmen Løvernes Konge fra 1994. Sangen er skrevet af Elton John (musik) og Tim Rice (tekst). Den danske tekst er skrevet af Jesper Kjær og synges af Henrik Kofoed, Lars Thiesgaard og Peter Jorde, der også lægger stemme til karaktererne.
Titlen Hakuna Matata er swahili og betyder at "Der findes ingen bekymringer".
I filmen synges sangen af Timon og Pumbaa. De amerikanske stemmer er Nathan Lane (Timon) og Ernie Sabella (Pumba).